# 豊橋市立二川中学校
豊橋市立二川中学校（とよはししりつふたがわちゅうがっこう）は愛知県豊橋市二川町にある公立中学校。

## 概要
もともと「二川宿」と呼ばれる宿場町であり、学校周辺には歴史のある史跡が数多く点在する。代表的なのが「二川宿本陣資料館」がある。他の周辺施設は、「豊橋総合動植物公園」や「豊橋市視聴覚教育センター」などがある。登校する小学校区は、「豊橋市立二川小学校」「豊橋市立二川南小学校」「豊橋市立谷川小学校」である。生徒数は約600名で教師数は、約45名。1クラス平均３５人。学校敷地面積は、33,285㎡。
校地には木が植わっており。建物は本館、南館が鉄筋コンクリートで出来ている。本館に２，３年生と職員室、南館に１年生の教室がある。
他には体育館、武道場、技術室、部室棟、等ある。
二川校区体育館が隣接している。

## 沿革
- 1947年（昭和22年）4月18日 - 渥美郡二川町立字二川中学校として創立。
- 1954年（昭和29年）3月1日 - 二川町が豊橋市に編入され豊橋市立二川中学校に改称。

## 教育目標
- たくましい生徒
- 自ら学ぶ生徒
- こころ豊かな生徒

## 主な学校行事
- 入学式
- 始業式
- 新任式
- 退任式
- 体育祭
- 文化体験文化発表会（の文化祭）
- 合唱コンクール（「ライフポート豊橋」で開催）
- 3年生を送る会
- 卒業式

## 所在地
- 〒441-3154　愛知県豊橋市二川町西向山41番地10

## アクセス
- JR東海東海道本線
  - 二川駅北口下車、徒歩約20分
- 豊鉄バス二川線
  - 住宅前バス停下車、徒歩約5分